# إخطاطن آيت تاشفين (آيت يدين)
إخطاطن آيت تاشفين هي إحدى مشيخات المملكة المغربية، تتبع جغرافيا لإقليم الخميسات وإداريًا لآيت يدين. يقدر عدد سكانها بـ 4091 نسمة حسب الإحصاء الرسمي للسكان والسكنى لسنة 2004.